# Sršeň mandarínská
Sršeň mandarínská (Vespa mandarinia) je druh jedovatého sociálního blanokřídlého hmyzu z čeledi sršňovitých a rodu Vespa (sršeň). Žije v jižní, jihovýchodní a hlavně ve východní Asii, jako invazní druh se roku 2019 objevil i v Kanadě a v USA. Pro svůj biotop preferuje lesy ve středních nadmořských výškách. Jedná se o největší známý druh sršně; dělnice dosahují délky minimálně 3 cm a královny mohou měřit až okolo 5,5 cm a mít rozpětí křídel i více než 7,6 cm. Hlava je relativně masivní a celá tmavě žlutá až oranžová (kromě očí). Žihadlo měří 6 mm a disponuje velkým množstvím poměrně silného jedu (ale slabšího než má včela).
Žije v organizovaných společenstvech, která zakládá a vede královna. Hnízda si staví nejčastěji pod zemí v kořenovém systému stromů. Dospělý jedinec se živí mízou, nektarem a jinými sladkými šťávami, pro své larvy pak loví různé bezobratlé. Sršně mandarínské často napadají kolonie jiného sociálního hmyzu, například včel, vos nebo jiných sršní včetně svého vlastního druhu. V místech svého výskytu jsou považováni za škůdce, protože jsou během krátké doby schopny vyplenit včelí úl a kompletně vybít jeho osazenstvo. Mohou být nebezpečné i člověku, každoročně zemře v Japonsku a v Číně několik desítek lidí po útoku těchto sršní.

## Taxonomie

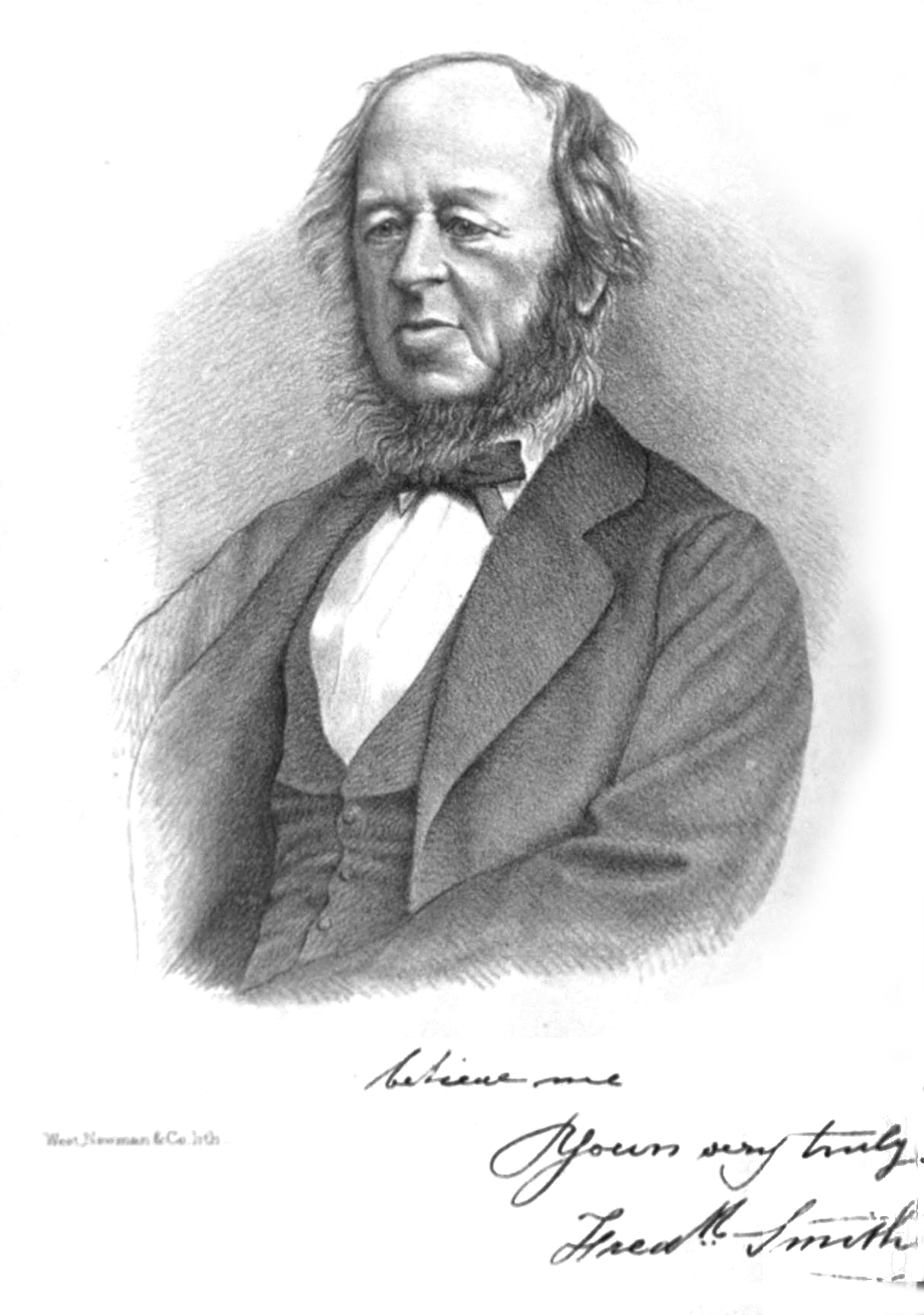
Frederick Smith, který poprvé odborně popsal sršeň mandarínskou

Sršeň mandarínská patří mezi 22 druhů sršní rodu Vespa (sršeň), což je jeden ze čtyř rodů podčeledi Vespinae, jedné z osmi podčeledí tvořících čeleď Vespidae (sršňovití). Druh popsal v roce 1852 britský entomolog Frederick Smith. Jiný britský vědec, specialista na sršňovité Michael Archer, zařadil v roce 1993 sršeň mandarínskou do skupiny tropica a do kladu společně se sršní Vespa soror. Genetická a morfologická studie z roku 2013 toto rozdělení potvrdila. Skupinu tropica tvoří dva klady: klad skládající se ze sršní V. philippinensis, V. tropica a V. ducalis a klad sršní V. mandarinia a V. soror. Obě posledně jmenované sršně jsou od ostatních poměrně dobře rozeznatelné díky velké spánkové části hlavy, rýčovitě tvarovanému čelnímu štítku (clypeus), a také na základě svých velkých rozměrů (ačkoliv Vespa ducalis je jen o málo menší).

### Poddruhy či formy
Někdy se udává, že sršeň mandarínská vytváří 5 poddruhů, což mají být Vespa mandarinia bellona Smith, 1871, Vespa mandarinia japonica Radoszkowski, 1857, Vespa mandarinia magnifica Smith, 1852, Vespa mandarinia mandarinia Smith, 1852, Vespa mandarinia nobilis Sonan, 1929. Nicméně například Michael Archer psal v roce 2012 jen o třech formách či poddruzích.
- Vespa mandarinia magnifica – Indie, Indočína, západní Čína
- Vespa mandarinia mandarinia – střední a jihovýchodní Čína, Korea, Japonsko, Rusko
- Vespa mandarinia nobilis – Tchaj-wan

Taxonomický přehled sršní z roku 2020 údajné poddruhy považuje jen za barevné formy, přičemž uvádí varianty „japonica“ (nejsvětlejší, nejvíce žlutá, především na hlavě a zadečku), „magnifica“ (s výrazně převažující tmavě hnědou barvou na hrudníku a zadečku) a „nobilis“ (barevně zhruba na pomezí mezi oběma předchozími).

### Synonyma
V anglicky mluvících zemích se sršeň mandarínská nazývá „asijská obří sršeň“ (Asian giant hornet), což může vést ke zmatku, neboť jako „asijská sršeň“ je někdy označována i sršeň druhu Vespa velutina. Totéž platí i v českém prostředí, kde obě sršně mají jako jedno z oficiálních jmen sršeň asijská a i z toho důvodu jsou občas zaměňovány. V Koreji se nazývá 장수말벌, což znamená „sršeň generál“, v Číně pak 虎头蜂 resp. 虎頭蜂, což lze přeložit jako „včela s tygří hlavou“. V Japonsku je známá jako ósuzumebači (大雀蜂), neboli „obří vrabčí včela/vosa“.

## Popis

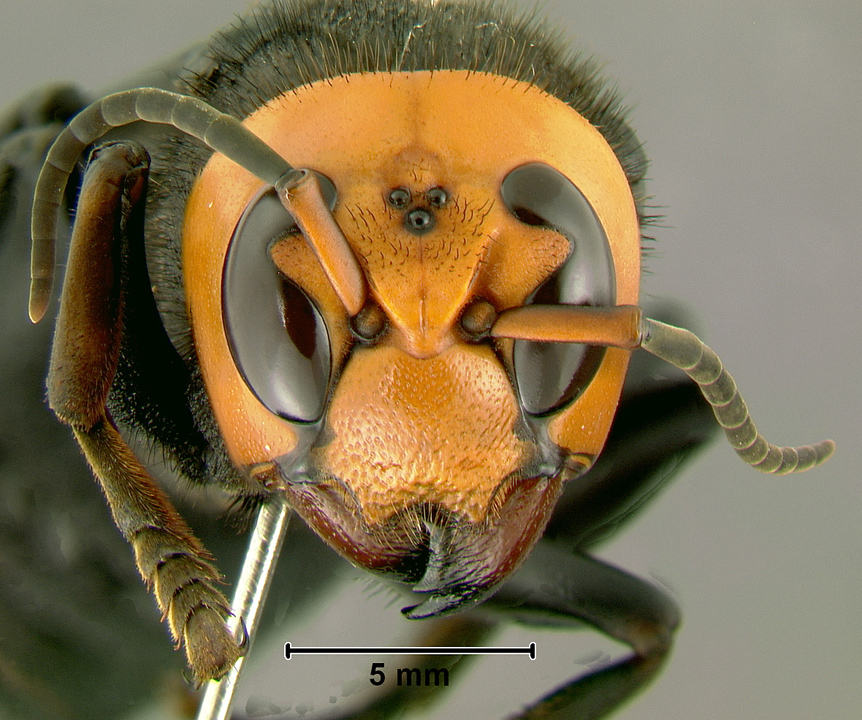
Morfologie hlavy sršně mandarínské

Sršeň mandarínská je největším představitelem rodu Vespa. Královny dosahují délky průměrně 4 až 4,5 cm, nicméně obzvláště velké exempláře mohou měřit okolo 5 cm či dokonce až 5,5 cm, při rozpětí křídel přes 7,6 cm. Hmotnost královen je 2 až 3 gramy. Dělnice a samci bývají podstatně menší. Měří 2,7 až 4 cm a váží 1 až 1,5 gramu. Celkově je sršeň mandarínská asi o 40 % větší a o 60 % těžší než sršeň obecná. Velikostí se jí blíží sršně Vespa ducalis a především Vespa soror, v rámci čeledi Vespidae pak dosahuje podobných rozměrů obří vosík Polistes gigas, jehož samci mohou měřit i přes 5 cm. V roce 2019 byla v čínské provincii Jün-nan (při hranici s Myanmarem) objevena sršní dělnice, jejíž rozpětí činilo 9,35 cm a délka těla byla 6 cm. Jedná se tak o největší exemplář sršně mandarínské, jaký kdy byl odchycen. Dá se usuzovat, že královna z této kolonie by byla ještě výrazně větší. Rozměry tohoto jedince jsou tak velké a v porovnání s dosavadními daty tak výjimečné, že existuje předpoklad, že jde o samostatný, nový druh sršně. Hnízda tohoto „druhu“ rovněž dosahují obří velikosti a mají v průměru přes dva metry.

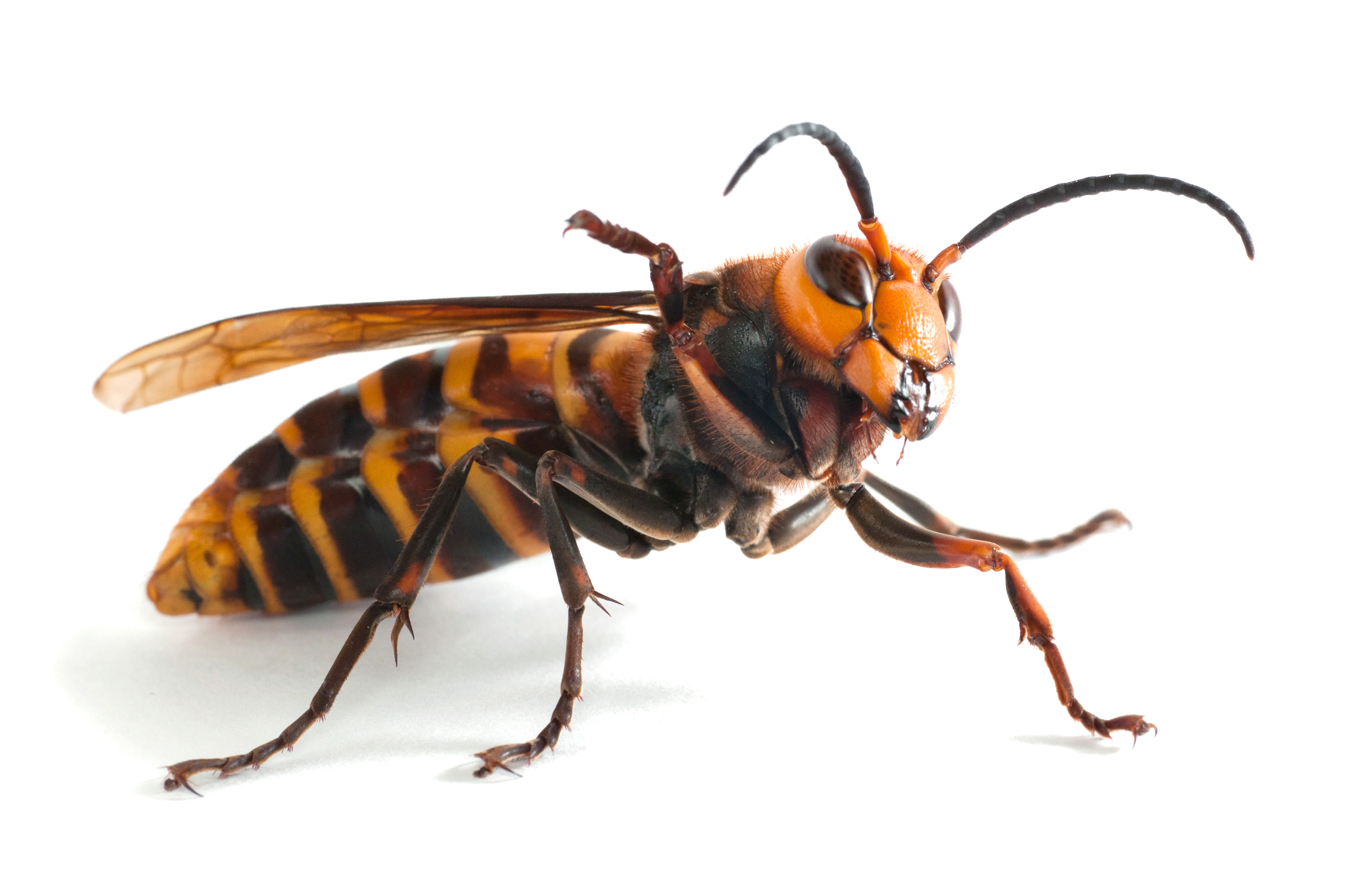
Samec sršně mandarínské

Královny a dělnice mají stejnou stavbu těla, rozdíl je pouze ve velikosti. Obě kasty mají funkční pohlavní orgány, avšak dělnice je zpravidla nevyužívají (výjimkou jsou situace po předčasné smrti královny). Jak královny, tak dělnice disponují žihadlem. Samec žihadlo postrádá, má kulatější konec zadečku a delší tykadla. Rozpoznávacím znakem této sršně a sršně Vespa soror je velká hlava s velmi širokými spánky (tempora) a lícemi (genae). Stavbou těla se Vespa mandarinia a Vespa soror velmi podobají, nicméně obě sršně jsou rozlišitelné na základě zbarvení, především zadečku.
Hlava je u všech barevných variant sršně mandarínské zpravidla výrazně žlutá nebo světle oranžová. Složené oči mandlovitého tvaru s vykrojením na vnitřní straně mají tmavě hnědou až černou barvu. Velikostně jsou srovnatelné s očima sršně obecné a tedy vzhledem k velikosti hlavy relativně malé. Mezi nimi jsou tři malá očka zvaná ocelli. Kusadla dorůstají značných rozměrů a jsou hnědá až černá. Hruď má tmavou barvu, výrazná je velikost štítku (scutellum). Zadeček je pruhovaný, střídají se žluto-oranžová a tmavě hnědá (někdy až téměř černá) barva, přičemž u některých forem více či méně výrazně převažuje tmavá barva, u jiných pak dominuje žlutá či oranžová. Oranžové pruhy jsou u kořene zadečku často velmi tenké a tvoří někdy i nezřetelné čárky, ve středu zadečku přerušené. Špičku zadečku (6. zadečkový článek) mají vždy žlutou nebo oranžovou, čímž je lze odlišit od sršně Vespa soror, jejíž zadeček je naopak tmavý. Nohy sršně mandarínské mají hnědou barvu v různých odstínech. Křídla jsou zbarvená šedě či šedohnědě.

### Jed

Královna (vlevo nahoře) a dělnice sršně mandarínské

Jed sršně mandarínské je směsí mnoha látek. Obsahuje mastoparany, což jsou cytolytické peptidy, které poškozují tkáň v místě a okolí vpichu žihadla a stimulují účinek dalších toxických složek jedu, zejména enzymu fosfolipázy. Tyto složky jedu způsobují krvácení a nekrózy. Na bolestivosti vpichu žihadla se podílí acetylcholin, který je přítomen v jedu ve vysoké koncentraci – asi 5 % sušiny (velkým množstvím této látky disponuje i jed dalších sršní). Nejnebezpečnější složkou jedu sršně mandarinské je peptidický neurotoxin zvaný mandarotoxin.
Místem toxického působení jedu je zejména kardiovaskulární systém. Jed zvyšuje srdeční frekvenci a změnu srdečního nervového systému vzruchů. Jed obsahuje rovněž poplašné feromony. Jakmile zachytí sršní dělnice jejich pach, okamžitě přispěchají na pomoc a vrhají se na protivníka. Vůně těchto látek vyvolává u sršní silnou defenzivní reakci, jež se dá přirovnat k zuřivosti. Protože tyto látky voní i lidem, přidávají se i do některých kosmetických přípravků. Zachytí-li sršeň mandarínská tuto pachovou stopu, působí na ni podobně jako feromon a zvýší její agresivitu.
Jedna dělnice sršně mandarínské disponuje v průměru 4,1 μl jedu, což činí asi 1,1 mg sušiny na jedince. Průměrná poloviční smrtelná dávka jedu neboli LD50 je 4,1 mg/kg. Ačkoliv jde v říši hmyzu o dosti silný jed, je asi 2,5× méně účinný, než jed nejjedovatější známé sršně Vespa luctuosa (1,6 mg/kg) či asi 1,5× méně účinný než jed včely medonosné (2,8 mg/kg). Jedový aparát sršně mandarínské obsahuje nicméně více jedu (a sršeň může bodnout víckrát), jedno žihadlo má poloviční smrtnou kapacitu asi 270 g a průměrná kolonie okolo 64 kg.

## Výskyt
Sršeň mandarínská se vyskytuje v jižní, jihovýchodní a východní Asii. Konkrétně žije v (severovýchodní) Indii, Nepálu, Bhútánu, Myanmaru, Laosu, Malajsii (pevninské), Číně (zvláště jihovýchodní), Tchaj-wanu, Jižní Koreji, Rusku (Přímoří) a Japonsku. Asi nejběžnější je v Japonsku, odkud také pocházejí nejpřesnější a nejpodrobnější studie o životě tohoto hmyzu. Typickým biotopem je kopcovitý zalesněný terén nízkých pohoří. Ve vyloženě horských oblastech téměř nežije, vzácná je též v nížinatých územích.
Všechny v poplašném duchu psané zprávy (minimálně k polovině roku 2019) o tom, že sršně mandarínské pronikly jako invazní druh i do Evropy, jsou nepravdivé a vznikly novinářskou neznalostí a záměnou sršně mandarínské za sršeň asijskou (Vespa velutina).
V srpnu 2019 byli tři jedinci sršně mandarínské nalezeni ve Vancouveru. Výskyt byl následně potvrzen i na jiných místech Kanady (Britská Kolumbie) a také v USA (stát Washington).

## Ekologie a chování

### Královny

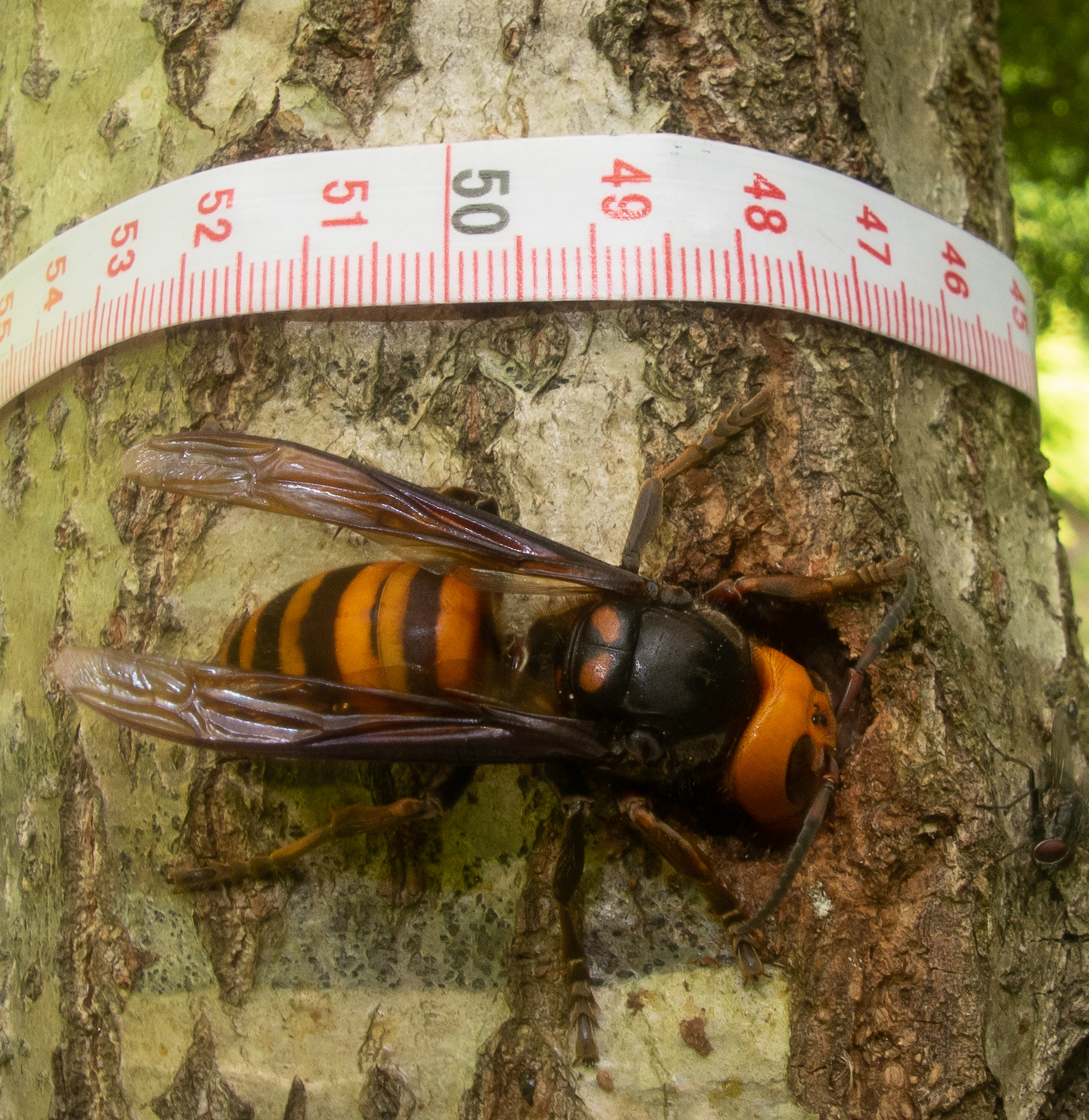
Královna sršně mandarínské pojídá mízu stromu. Dle měřítka je patrné, že měří okolo 4,5 cm.

Oplodněné i neoplodněné samice přečkávají zimu v zevnitř uzavřené podzemní komůrce (nebo méně často v kupách slámy) v utlumeném spánkovém režimu. Z hibernace se probouzejí v mírných oblastech v dubnu (Japonsko), v teplejších oblastech to může být dříve. Během hibernace ztrácejí okolo 40 % své váhy. Zpočátku se živí téměř výhradně mízou stromů, například dubu špičatolistého. Neoplodněné samice se rovněž živí mízou, ale někdy do začátku července umírají.

### Hnízdo
Hnízdo sršní mandarínských zakládá vždy jedna samice – královna (nedochází ke kooperaci jako například u vosíků). Se stavbou začíná zhruba v polovině května. V naprosté většině případů buduje hnízdo pod zemí, často v norách po hlodavcích či hadech, mnohdy v kořenovém systému borovic. Někdy si pro stavbu hnízda zvolí i dutinu stromu. Místo si pečlivě vybírá, mnohdy zkoumá různé možnosti. K hnízdu vede 2 až 60 cm dlouhý přístupový otvor.
Budování začíná tím, že královna připevní stopku z rozžvýkané papíroviny na (mnohdy odumřelý) kořen stromu. Poté vystaví první plástev s buňkami a celou stavbu zakryje papírovou stříškou. Samotná královna vybuduje celkem asi 35 až 60 buněk. Po vylíhnutí prvních dělnic začínají dělnice s rozšiřováním hnízdního prostoru a následně se zvětšováním celého hnízda. Dělnice vyhazují půdu před hnízdo a mohou zde vytvořit hromádku až dva metry dlouhou. Hnízdo sršní mandarínských nemá tak precizní strukturu jako hnízda sršní žlutavých nebo sršní obecných. Spodek hnízda je vždy více otevřený než u zmiňovaných příbuzných.

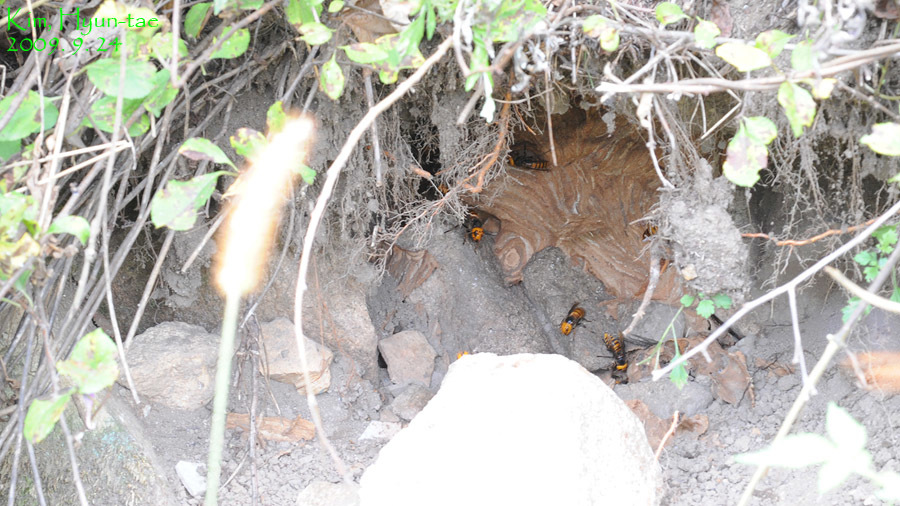
Vstupní část hnízda sršně mandarínské (Jižní Korea)

Plástve jsou mezi sebou spojeny jedním hlavním a 2 až 50 pomocnými sloupky. Počet pláství je nejméně 4 a nejvýše 7. Plástve mají kónický tvar s tím, že prostřední buňky jsou položeny nejvýše. Každý plást obsahuje několik desítek až mnoho stovek buněk (největší měl 1192 buněk). Velikost buněk se liší. Nejmenší jsou buňky, které postaví královna jako první. Ty měří v průměru 9,1 až 12 mm a jsou 26,7 až 35 mm hluboké. Z toho vyplývá, že první dělnice, jež se z nich vylíhnou, jsou zároveň nejmenšími dospělci. Buňky, které následně staví dělnice pro larvy a kukly dalších dělnic, měří 11,2 až 14,2 mm v průměru a jsou 31,6 až 36,6 mm hluboké. Buňky samců měří v průměru 14 až 15,3 mm a jsou hluboké 39,3 až 40,3 mm. Buňky plodných samiček a tedy potenciálních královen měří 14 až 15,5 mm v průměru a dosahují hloubky 39,2 až 43,8 mm. Hnízdo obsahuje v průměru kolem 2800 buněk (rozptyl 1326 až 4661) z toho přibližně 80 % je alespoň jednou využito. Většina buněk je využita dvakrát až třikrát.

### Cyklus hnízda

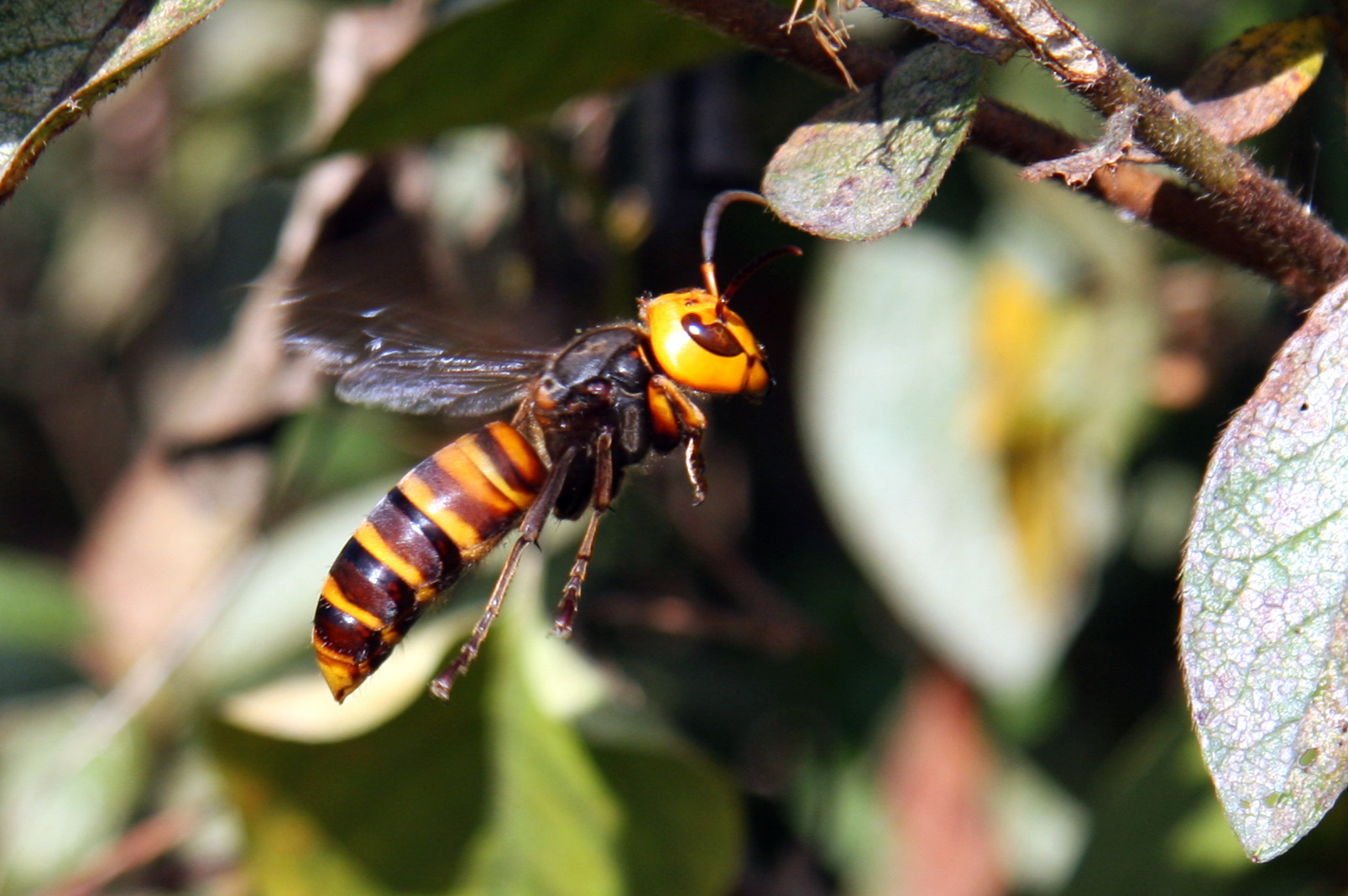
Sršeň mandarínská za letu

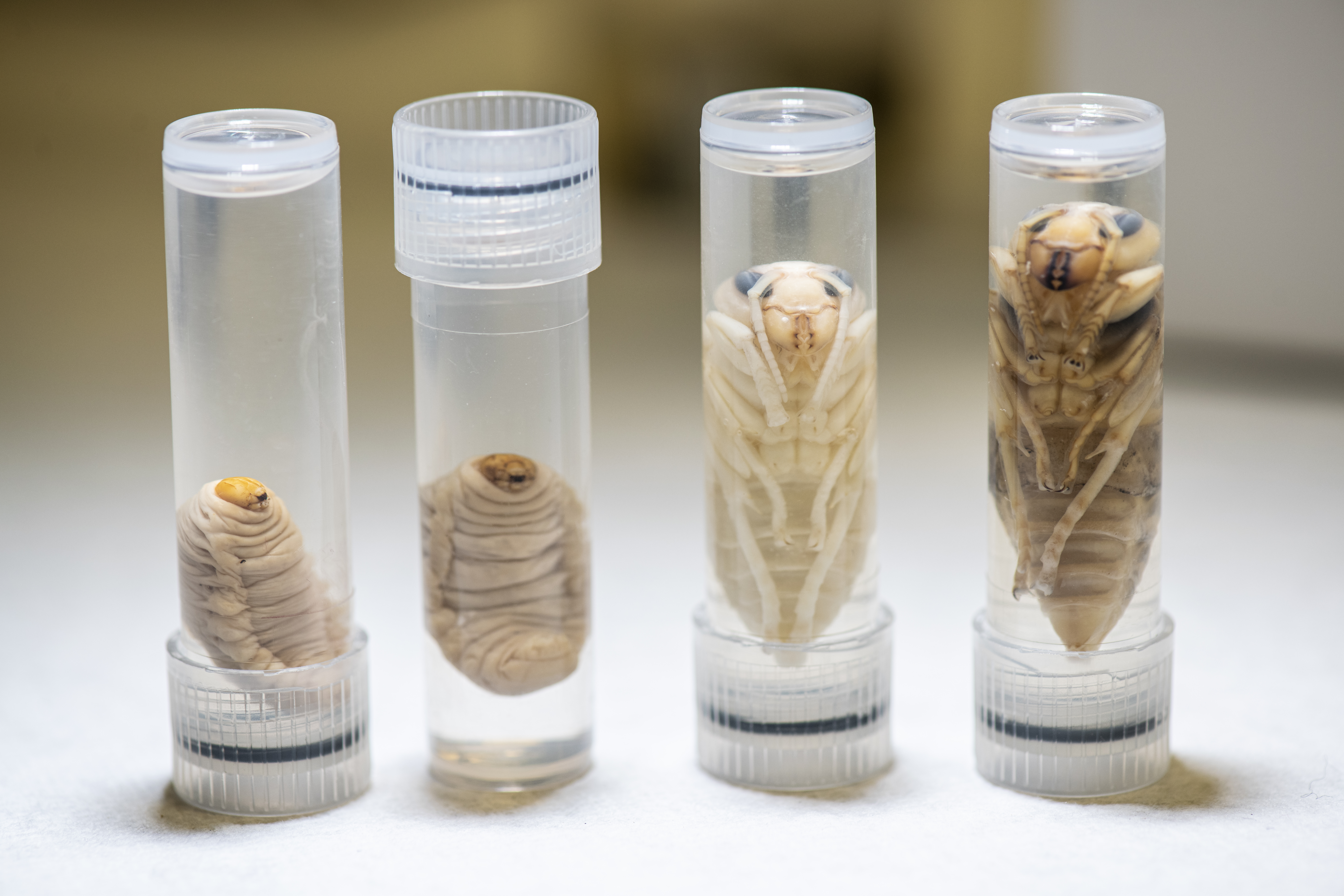
Vývojová stádia nedospělých jedinců

Počet dělnic, které vychová pouze královna, bývá asi 40. Jejich vývoj ve stadiu vajíčka, larvy a kukly trvá dohromady 34 až 45 dnů. První dospělci se objevují koncem června. Po vylíhnutí se nejprve živí trofalaxí (jsou krmeny královnou či larvami) a samovolně zpevňují svá těla. Po asi třech dnech vylétají z hnízda a zapojují se do jeho chodu. Aktivita těchto dělnic startuje obvykle začátkem července. Zároveň s tím královna začne omezovat své aktivity mimo hnízdo a nakonec ho přestane úplně opouštět (cca polovina července). Věnuje se pouze kladení vajíček a obživu jí zcela zajišťují dělnice a larvy. Dělnice žijí okolo 15 a maximálně 35 dní.
Přibližně v polovině září přestává královna klást vajíčka, z nichž se líhnou dělnice, a klade už pouze vajíčka samců a samic. Královna přežívá zhruba do konce října, kdy je buď usmrcena dělnicemi nebo zemře přirozenou smrtí. Hnízdo se poté ocitne v mírném chaosu, dělnice mezi sebou někdy bojují, ale stále většinou krmí zbývající nové královny a samce. Někdy se situace v hnízdě dočasně uklidní. Poslední zbylé larvy tou dobou chřadnou a umírají, neboť jsou do značné míry vysávány trofalaxí. Zbylé dělnice umírají většinou v listopadu, nebo nejpozději začátkem zimy.
Celkové množství jedinců v kolonii je různé. V září, kdy bývá hnízdo největší, zde průměrně žije 180 dělnic (zaznamenané maximum je 514). Každá kolonie vyprodukuje v průměru 212 samců a 205 plodných samic – potencionálních královen.

#### Rozmnožování
Rozmnožování probíhá v říjnu nebo v listopadu, nejčastěji za pěkných dní. Samci, kteří odlétají z hnízda dříve než samice, formují roje a čekají, až samice opustí hnízdo. Ke kopulaci dochází obvykle u vstupu do hnízda nebo nedaleko od něj. Samci nalétávají na letící či po zemi se pohybující samice a na zemi spolu kopulují. Akt trvá 8 až 45 sekund, což je v porovnání s jinými sršněmi krátká doba. Samci se snaží kopulovat postupně s více samicemi. Některé samice se naopak samců zbavují tím, že je setřesou, a nejsou oplodněny. Procento neoplodněných samic je poměrně velké (cca 2/3). Samci krátce po kopulaci umírají. Všechny samice se následně vydají hledat místo k přezimování, což je nejčastěji komůrka (dutina) v zemi.

### Komunikace
Pro orientaci za letu využívá sršeň mandarínská vizuální vjemy. Pachová stopa a feromony jí slouží například při označování hnízd své kořisti a k přípravě hromadného útoku. Larvy využívají zvukovou komunikaci. Škrábou svými kusadly o stěny buňky a vynucují si tím nakrmení. Dospělci rovněž cvakají kusadly, zřejmě tím ukazují odhodlání bránit se případnému útoku. Zvláštním druhem komunikace je tzv. královský dvůr, kdy dělnice obklíčí královnu a vytvoří jakýsi hrozen hlavami směřujíc směrem k tělu královny. Lížou a koušou jí, čímž zřejmě dostávají do těla feromony. Toto chování dělnic je častější a přechází až v mírnou agresi s tím, jak se hnízdo postupně vyvíjí a počet jeho členů roste. Předpokládá se, že za lysá těla královen může právě jejich okusování dělnicemi.

### Potrava

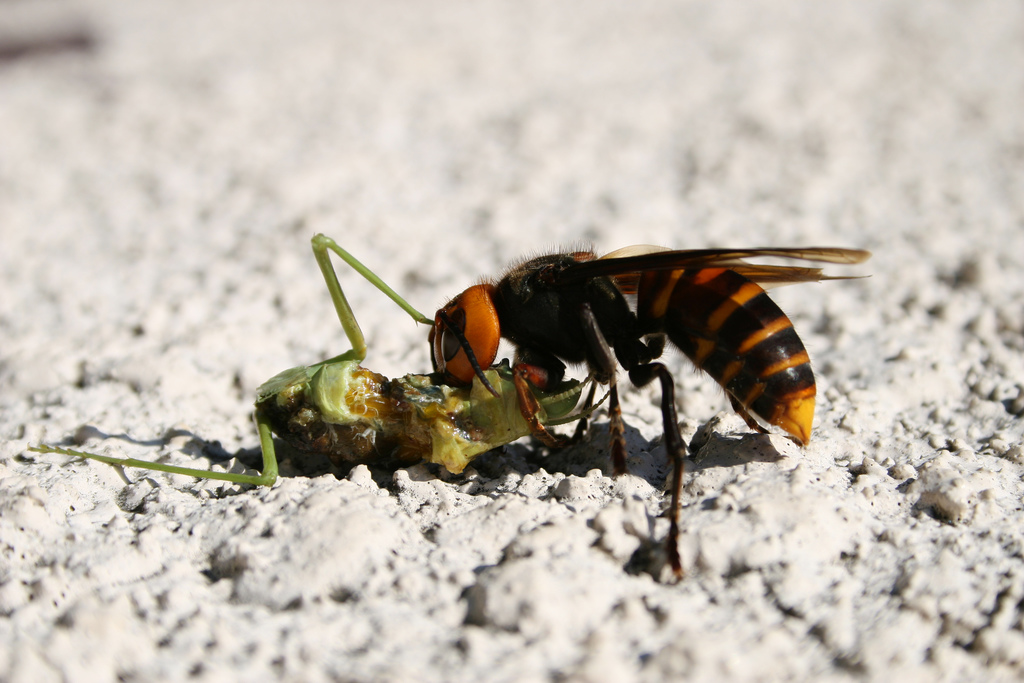
Vespa mandarinia japonica porcující kořist

Dospělí jedinci se živí nektarem, šťávou z ovoce a mízou a zároveň jsou aktivními predátory lovícími pro své larvy různé druhy bezobratlých. Loví nejčastěji ve vzdálenosti 1 až 2 kilometry od hnízda, ve výjimečných případech až 8 kilometrů. Kořist zabíjí ve většině případů svými kusadly, žihadlo používají spíše výjimečně. Sršně mandarínské se řadí mezi semispecialisty, což znamená, že sice loví široké spektrum kořisti, ale přece jen se zaměřují na určitý typ. V jejich případě jde o hmyz řádu Coleoptera, tedy o brouky. Dále loví různé housenky (především rodu Manduca), kudlanky a další pomalejší zástupce hmyzu. Mezi oblíbenou kořist této sršně patří i příbuzné druhy z řádu blanokřídlí, především vosy, včely a jiné druhy sršní. Své příbuzné buď napadají jednotlivě nebo na ně pořádají hromadné útoky a to téměř výhradně mezi koncem léta a polovinou podzimu, kdy si rozrostlé hnízdo právě produkující pohlavní jedince žádá masivní přísun proteinů. Zaměřují se při tom na úly včel medonosných, a dále na hnízda sršní žlutavých, sršní Vespa analis, vos Vespula flaviceps a vosíků Polistes testaceicolor. Nicméně ani další sympatrické druhy sršní a vos před nimi nejsou v bezpečí (např. sršeň obecná, Vespa tropica či Vespa ducalis). Někdy napadnou i konkurenční hnízdo svého vlastního druhu. Spolu se svou příbuznou sršní Vespa soror jsou jediné druhy, které takovéto hromadné útoky provádějí. Občas se stává, že útočníci jsou obránci napadené kolonie odraženi, přičemž mohou v boji ztratit i několik desítek dělnic.

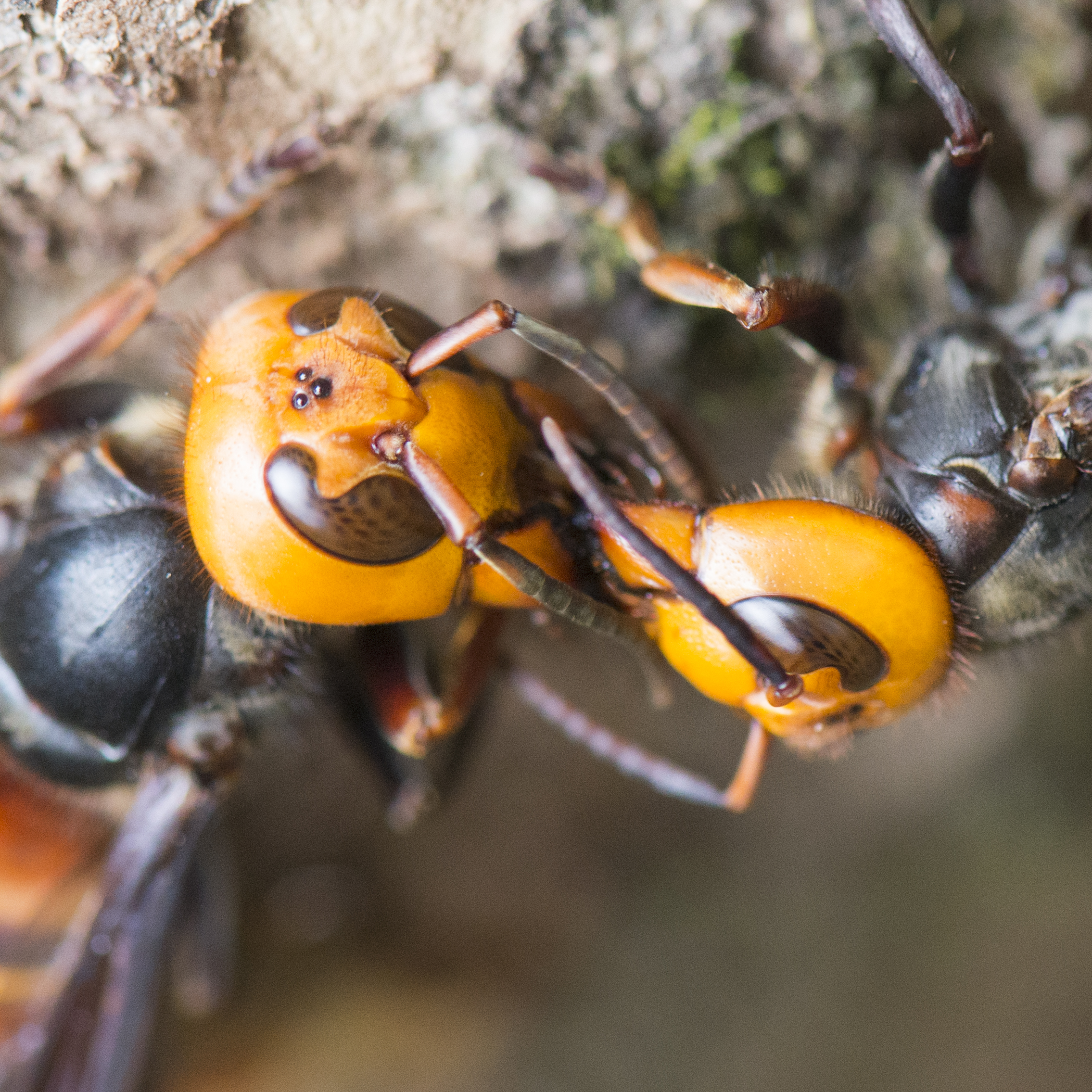
Trofalaxe dvou dospělých jedinců

Konzumace kořisti vypadá tak, že z ní odstraní hlavu, křídla, zadeček a nohy a z hrudníku vytvoří proteinovou kuličku, kterou podávají larvám. Larvy recipročně produkují tekutinu bohatou na cukry a aminokyseliny (někdy nazývanou sršní nektar), kterou se pak živí dělnice, královna i noví samečci a samičky. Tomuto způsobu obživy se říká trofalaxe.

#### Hromadné útoky na včely
Vyhledávanou kořistí sršní mandarínských jsou včely medonosné, na něž mnohdy provádějí masové nálety. Útoky na včely se odehrávají vždy v období mezi polovinou srpna a koncem října. Sršně mají své zvědy, kteří vyhledávají včely a vnikají do jejich hnízd. V případě evropských včel medonosných (které produkují daleko více medu než japonské včely a jsou v Japonsku chovány stále častěji) průzkumná sršeň přežije první kontakt, neboť žihadla včel nedokáží proniknout jejím chitinem a včely si dosud nedokázaly najít žádnou účinnou strategii boje proti sršním. Odletí z úlu a poté se vrátí s posilou (řádově desítky jedinců), jejíž útok je pro včelstvo fatální. I poměrně malý počet útočníků (pod 50 jedinců) dokáže během několika hodin zcela zlikvidovat desetitisícovou včelí kolonii. Sršni sice zabíjí každou včelu, která jim přijde do cesty, ale jejich těla odhazují stranou. Cílem jejich útoku jsou totiž plástve. Kdyby sršně včely nevyhubily, ty by jim nedovolily dostat se k plástvím. V plástvích se nachází nevylíhlé larvy, které mají mnohem větší výživovou hodnotu než dospělé včely. Jejich šťavnatá těla se stávají potravou pro larvy sršní. Podobně postupují i vůči vosám a jiným sršním, akorát s tím rozdílem, že vybíjecí fáze trvá déle.

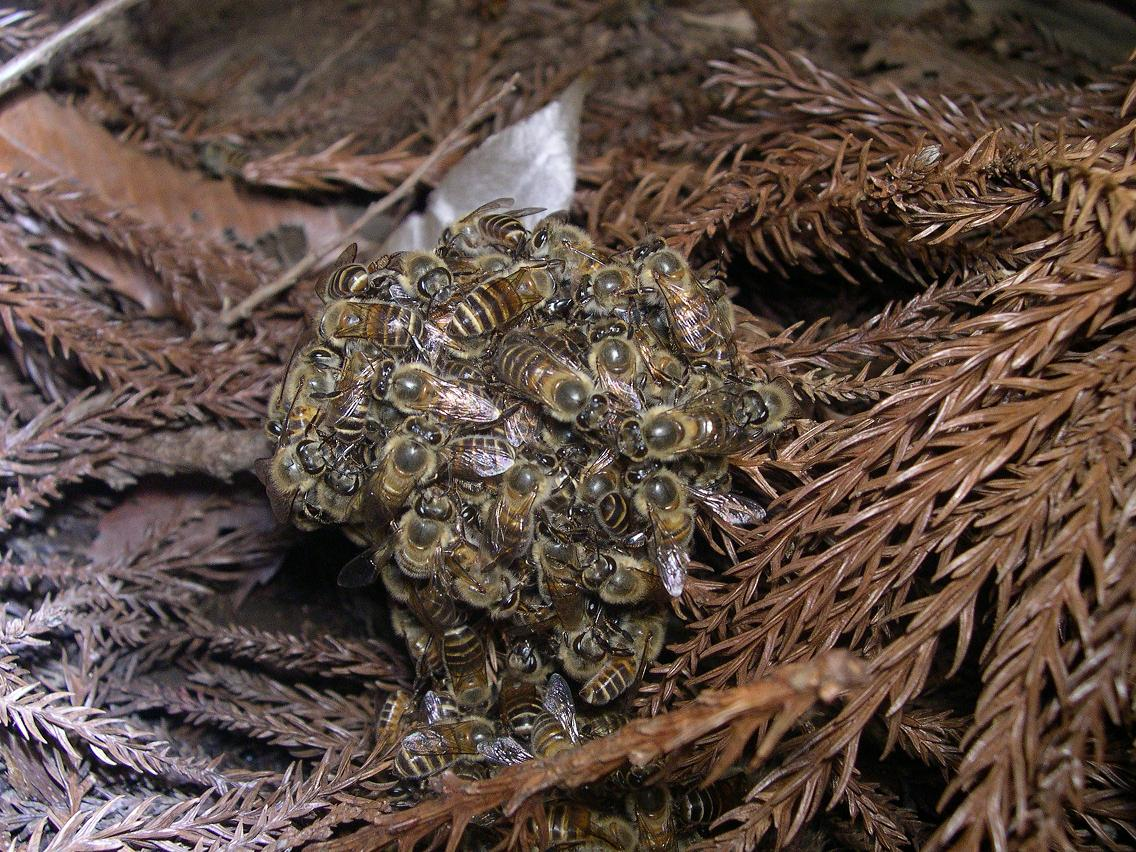
Klubko včel východních subs. japonica, v němž jsou zahřívány dvě sršně (v tomto případě jde o sršně žlutavé, ale stejná metoda je používána i vůči sršním mandarínským)

Včely východní (Apis cerana) si proti sršním vyvinuly vlastní obrannou strategii. Na rozdíl od neúčinné obrany včel medonosných postupují tyto včely koordinovaně a navíc jsou podstatně mrštnější. Při kontaktu se sršním průzkumníkem v hnízdě vypustí specifický feromon, na základě čehož se kolem sršně vytvoří velké klubko včel, které uvnitř zvýší teplotu (až na 46 °C), množství oxidu uhličitého (o cca 4 %) a vlhkost (nad 90 %) na takovou úroveň, že sršeň zahyne. Včely totiž tolerují vyšší teplotu (50 °C oproti 46 °C, která je pro sršeň již kritická) a také vyšší množství CO2 než sršeň, a přežijí. A tak se sršní zvěd domů nevrátí a včelí společenství přežije. Jestliže se včelám nepodaří průzkumnici zachytit a usmrtit, používají jako náhradní obrannou variantu překrytí jejího značkovacího pachu rozmazáváním různých aromatických rostlinných materiálů u vstupu do úlu. Někdy proniknou sršně do úlu i přes tato obranná opatření a způsobí spoušť, nicméně jde spíše o výjimku. Pokud mají k dispozici jinou kořist (především úly včel medonosných), sršně mandarínské napadají včely východní jen zřídka.

### Predátoři, paraziti, konkurenti
Sršeň mandarínská má jen minimum přirozených nepřátel. Potvrzenými predátory sršní mandarínských jsou jiné sršně mandarínské a pak také včelojed lesní.
Parazitem sršní mandarínských je řásnokřídlý hmyz Xenos moutoni, jehož samice se vyvíjejí v tělech sršních larev a dospělců. Tento parazit, který napadá přibližně 4 % samic či dělnic (údaje z jižního Japonska), způsobuje mimo jiné neplodnost.
Sršeň mandarínská dominuje nad téměř všemi druhy sršní a vos u zdrojů potravy (vývěry mízy). Jedinou výjimkou je obří vosík Polistes gigas, který je sršni zjevně nadřazený a ve vzájemných soubojích ji dokáže zabíjet.

## Lidé a sršně

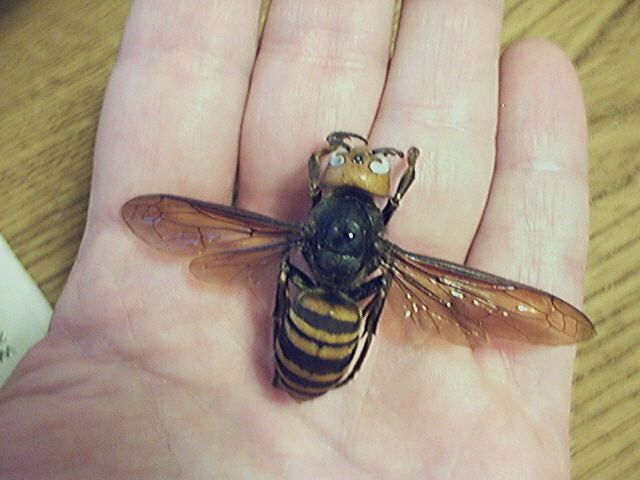
Sršeň mandarínská na lidské dlani

Z pohledu člověka se jedná o velice škodlivý druh, neboť způsobuje obrovské škody na včelstvech. Každoročně čelí útoku těchto sršní desítky tisíc úlů. I přesto, že je ve velkém množství huben, je v Japonsku a dalších oblastech výskytu stále hojný. Mezi metody kontroly sršní populace patří ubíjení různými plácačkami a klacky, ničení jejich hnízd, trávení pomocí návnad a chytání do lepivých pastí. Každý rok je jen v Japonsku lidmi zničeno asi 38 % hnízd. Na severozápadním pobřeží USA a v přilehlých oblastech Kanady se po zachycení sršní mandarínských (2019) chystají na co nejrychlejší a nejefektivnější zabránění tomu, aby se zde tento druh začal šířit. Hlavní metodou má být chycení královen krátce po přezimování, kdy ještě nestihly založit hnízdo, do lepivých pastí.
Dalším problémem je relativní agresivnost a poměrně účinný opakovaně použitelný jed, jímž tento hmyz disponuje. Výsledkem jsou řádově desítky mrtvých lidí ročně, především v Japonsku a v Číně.
V Číně, Thajsku, Japonsku a dalších zemích Asie bývá tato sršeň konzumována, podobně jako jiné druhy sršní. Larvy a kukly bývají připravovány podobně jako mořské plody, dospělci jsou nakládáni do alkoholu nebo medu. Věří se, že jed naložených sršní má pozitivní účinky na zdraví.

## Sršní nektar
Dělnice sršní nedokáží zpracovávat tuhou stravu, umějí to však jedinci ve stadiu larvy. Dělnice kořistí v podobě hmyzu nakrmí larvy, ty ji natráví a vyprodukují z ní tzv. sršní nektar, kterým se dělnice živí (trofalaxe). Této tekutině bohaté na cukry a aminokyseliny vděčí sršní dělnice za svoji mimořádnou vytrvalost. Rovněž na myších byla prokázána pozitivní účinnost této tekutiny na fyzickou výdrž.
Předpokládá se, že sršní nektar působí pozitivně i na člověka a zlepšuje efektivitu tukového metabolismu. Někteří vytrvalostní sportovci tak používají látky napodobující sršní nektar ke zvýšení výkonu a zlepšení regenerace, ačkoliv jeho účinnost na lidech nebyla zatím spolehlivě prokázána.